# Jean Gobin
Pour les articles homonymes, voir Gobin.
Jean Gobin était un marchand canadien d'origine française, né en 1646 et mort en 1703.

## Biographie
Jean Gobin naît en 1646 à Tours, en France. Il arrive au Canada et devient rapidement marchand et affréteur, métiers qu'il pratique de 1680 à 1684. Il est l'un des directeurs de la Compagnie de la Baie du Nord à partir de 1685. Il est nommé tuteur des enfants de Philippe de Comporté à la mort de ce dernier, en 1687. Il est par contre accusé de s'enrichir aux dépens des enfants et doit rembourser une somme importante à l'issue d'un long procès. En 1688, il obtient une concession dans la basse ville de Québec. Le 14 avril 1689, lui et plusieurs de ses associés obtiennent les droits de pêche dans le golfe du Saint-Laurent. La seigneurie de Népisiguit lui est accordée le 26 mai 1690 mais il la vend deux jours plus tard à Richard Denys.
Il s'associe à Charles Aubert de La Chesnaye dans plusieurs projets, dont une tannerie et une briqueterie, et tous deux investissent dans la Compagnie de la Colonie.
Il épouse Gabrielle Bécasseau mais le couple n'a pas d'enfants.
Jean Gobin meurt à Québec le 11 juillet 1703. Il repose avec son épouse dans la crypte de l'église Notre-Dame-des-Victoires de Québec.